# Jean-Baptiste-Modeste Gence
Jean-Baptiste-Modeste Gence est un écrivain français, né à Amiens en 1755 et mort à Paris en 1840.

## Biographie
Il termina ses études sous la direction de Jacques Delille, s’adonna à la poésie, qu’il cultiva toute sa vie, bien qu’il fût dépourvu de toute faculté poétique, et devint un excellent grammairien. Pendant quelque temps, il fut attaché, comme répétiteur, au collège de Navarre, puis il obtint la place d’archiviste au dépôt des Chartes. 
En 1793, il passa à l’Imprimerie nationale, où il fut d’abord chargé de la révision du Bulletin des lois et des Codes, et conserva cette place jusqu’en 1815. À partir de cette époque, tout en écrivant de nombreux ouvrages, il s’occupa de donner des éditions d’auteurs classiques et autres. En même temps, il s’adonna à l’étude des sciences mystiques, et composa plusieurs écrits sur le magnétisme, la théosophie, le mesmérisme. Vers la fin de sa vie, il fut atteint de la manie de publier des opuscules en vers sur les sujets de controverse qui s’y prêtaient le moins. 
Parmi les nombreux sujets qui furent ainsi l’objet de ses études, celui qui l’occupa d’une façon plus particulière fut la restitution de l’Imitation de Jésus-Christ au chancelier Gerson. Pendant plus de trente ans, il lit des recherches, tant en Italie et en Flandre qu’en France, pour se procurer des manuscrits et des éditions de ce livre, afin d’en donner une traduction et une édition définitives. Il a publié sur ce sujet un grand nombre d’opuscules, dans lesquels il s’est attaché à prouver que l’Imitation n’est pas d’un moine, qu’elle était inconnue au XIVe siècle, et qu’elle appartient réellement à Gerson par les gallicismes qu’on y trouve, par la forme du style et par les idées, lorsqu’on la compare avec les autres œuvres du célèbre chancelier. 

## Œuvres
Gence était un travailleur infatigable ; indépendamment de nombreux articles critiques, grammaticaux, littéraires, biographiques, insérés dans le Journal de la langue française, le Journal encyclopédique, l’Observateur, les Annales encyclopédiques, le Mémorial religieux, les Annales de morale et de littérature, le Biographe, la Biographie universelle, la Biographie des contemporains, etc., nous citerons de lui : 
- Dieu, l’être infini (Paris, 1801), ode philosophique, plusieurs fois rééditée ;
- Tableau méthodique des connaissances humaines, avec une explication (Paris, 1816) ;
- Imitation de Jésus-Christ traduction nouvelle (Paris, 1820, in-12) ;
- Notice biographique sur Louis-Claude Saint-Martin ou le Philosophe inconnu (Paris, 1824) ;
- De imitatione Christi libri quatuor (Paris, 1826, in-8°) ;
- Analyse des principes de la connaissance humaine, rétablis d’après Descartes (Paris, 1828, in-8°) ;
- le Panorama de la nature et de la création (Paris, 1828, in-8°) ;
- Précis en vers, avec des remarques sur l’Imitation de Jésus-Christ (Paris, 1829, in-8°) ;
- Nouvelles poésies morales et philosophiques (Paris, 1829) ;
- la Vérité du magnétisme prouvée par les faits (Paris, 1820, in-8°) ;
- Entretien sur les principes de la philosophie (Paris, 1830, in-8°) ;
- Étrennes patriotiques et morales en vers (Paris, 1831, in-8°) ;
- Nouvelles considérations historiques et critiques sur l’auteur et le livre de l’Imitation de Jésus-Christ (Paris, 1832) ;
- le Vrai portrait du vénérable docteur Gerson (Paris, 1833, in-8°) ;
- Biographie littéraire de J.-B. Gence (Paris, 1835, in-8°) ;
- Jean Gerson restitué et expliqué (Paris, 183C, in-8°) ;
- la Vraie phrénologie (Paris, 1836, in-8°) ;
- Nouvelles stances sur le prétendu livre du XIIIe siècle (Paris, 1837, in-8°) ;
- la Vraie philosophie de l’histoire, poème philosophique et moral (Paris, 1837, in-8°) ;
- Dernières considérations sur le véritable auteur de la grande œuvre latine, le pèlerin Jean Gerson (Paris, 1838, in-8°) ;
- Stances aphoristiques sur l’accord de la pensée et de la religion dans les progrès de la philosophie rationnelle, ramenée à son principe ternaire et à la foi biblique (Paris, 1839, in-8°) ;
- Stances lyriques et morales (Paris, 1839, in-8°) ;
- Pensées, sentences et maximes les plus généralement et moralement utiles des Pères et docteurs de l’Église les plus éloquents, traduites du latin eu français (Paris, 1839, in-8°), etc.

Gence avait publié avec de Wailly, en 1845, une édition du Dictionnaire de l’Académie française.

## Source
« Jean-Baptiste-Modeste Gence », dans Pierre Larousse, Grand dictionnaire universel du XIXe siècle, Paris, Administration du grand dictionnaire universel, 15 vol., 1863-1890 [détail des éditions].